# Klîpeț, Dubno
Klîpeț (în ucraineană Клипець) este un sat în comuna Sosnivka din raionul Dubno, regiunea Rivne, Ucraina.

## Demografie
Componența lingvistică a localității Klîpeț
     Ucraineană (100%)
Conform recensământului din 2001, toată populația localității Klîpeț era vorbitoare de ucraineană (100%).